# Спартак (футбольний клуб, Москва)
«Спарта́к» (рос. «Спартак») — російський футбольний клуб з міста Москва. Виступає у Російській Прем'єр-Лізі. Заснований 1922 року. Найтитулованіший російський клуб — 12-разовий чемпіон СРСР і 10-разовий чемпіон Росії.

## Назви
- 1883—1907 рік — РГТ («Російське гімнастичне товариство») (рос. РГО (Русское гимнастическое общество))
- 1907—1921 рік — РГО «Сокіл» («Російське гімнастичне товариство „Сокіл“») (рос. РГО «Сокол» («Русское гимнастическое общество „Сокол“»))
- 1922 рік — МКС («Московський гурток спорту Краснопресненського району») (рос. МКС («Московский кружок спорта Краснопресненського района»))
- 1923—1925 рік — «Червона Пресня» (Краснопресненський спортивний клуб РКСМ) (рос. «Красная Пресня» (Краснопресненский спортивний клуб РКСМ)
- 1926—1931 рік — «Харчовики» (Центральна команда імені Томського «Спілка Харчовиків») (рос. «Пищевики» (Центральная команда имени Томского «Союза Пищевиков»))
- 1931 рік — «Промкооперація» (рос. «Промкооперация»)
- 1931—1932 рік — «Дукат» та «Мірошники»
- 1934 рік — «Промкооперація» (рос. «Промкооперация»)
- З 14 листопада 1934 року — «Спартак»

## Досягнення
- Чемпіонат СРСР:
  - Чемпіон (12): 1936 (o), 1938, 1939, 1952, 1953, 1956, 1958, 1962, 1969, 1979, 1987, 1989
  - Віце-чемпіон (11): 1937, 1954, 1955, 1963, 1974, 1980, 1981, 1983, 1984, 1985, 1991

- Чемпіонат Росії:
  - Чемпіон (10): 1992, 1993, 1994, 1996, 1997, 1998, 1999, 2000, 2001, 2017
  - Віце-чемпіон (5): 2005, 2006, 2007, 2009, 2011/12, 2020/21

- Кубок СРСР/СНД:
  - Володар (9/1): 1938, 1939, 1946, 1947, 1950, 1958, 1963, 1965, 1971, 1992
  - Фіналіст (5): 1948, 1952, 1957, 1972, 1981

- Кубок Росії:
  - Володар (4): 1994, 1998, 2003, 2022
  - Фіналіст (2): 1996, 2006

- Володар Кубка Федерації футболу СРСР (1): 1987
- Володар Суперкубка Росії (1): 2017

## Уболівальники
«Спартак» — найвідвідуваніший і найпопулярніший російський футбольний клуб, який має прізвисько «народного». За фанатами «Спартака» закріпилося прізвисько «м'ясо». Головними та найпринциповішими суперниками є «коні», тобто фанати ЦСКА (Москва).

### Дружба із «Црвеною Звездою»

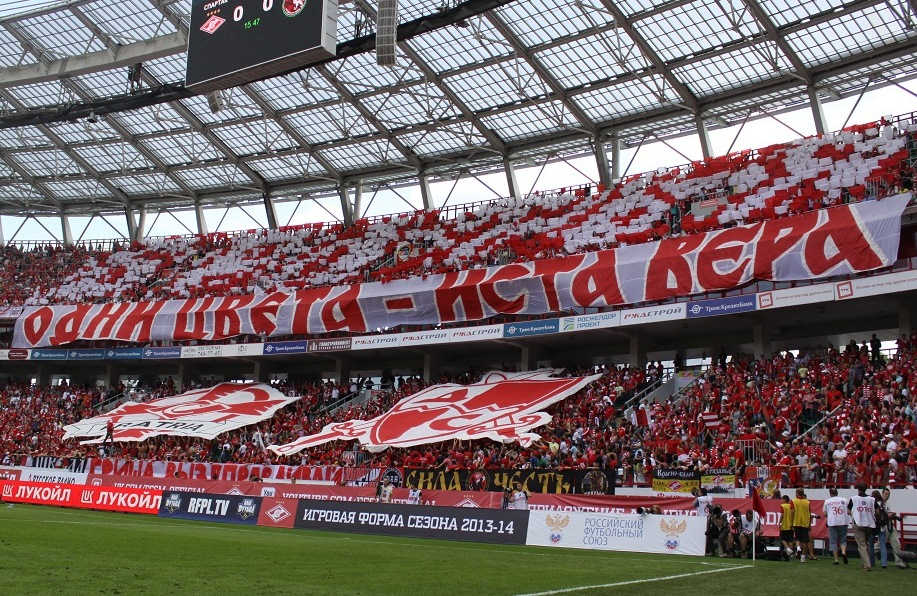
Перфоманс «Спартака», присвячений дружбі з фанами «Црвеної Звезди»

Дружба між уболівальниками «Спартака» та «Црвеної Звезди» зародилася 1999 року, коли невдовзі після бомбардувань НАТО «спартаківці» приїхали на гру проти «Партизана». Наступного дня кілька представників фан-руху «Спартака» вирішили відвідати матч Кубка УЄФА «Црвена Звезда» — «Нефтчі». «Звіздарі» гостинно прийняли москвичів повели на футбол і баскетбол і потоваришували, чому посприяли подібні мови та спільна червоно-біла атрибутика. У 2000-х роках поїздки сербів на матчі «Спартака» й росіян на ігри «Звезди» стали регулярними. Особливо великі «делегації» прибували на дербі та важливі матчі, як-от «Црвена Звезда» — «Партизан» чи «Спартак» — ЦСКА.
Серед фанатів «Спартака» та «Звезди» відоме гасло «Одни Цвета — Иста Вера» (російсько-сербське Одні Кольори — Одна Віра). Наприклад, кореографію із написом «Одни Цвета — Иста Вера» і емблемами фанатських угрупувань «Фратрия» і «Delije» показали вболівальники «Спартака» на матчі «Спартак» — «Рубін» 2013 року. Двомовний сербсько-російський текстовик на честь дружби клубів показали «спартаківці» й на грі 2015 року проти «Локомотива»: «Доки Земля навколо Сонця крутиться, дружба міцна не зламається».
Приязні стосунки між уболівальниками «Спартака» та «Црвеної Звезди» посприяли тому, що як суперника для першого матчу на новозбудованій «Відкриття-Арені», який відбувся 5 вересня 2014 року, вибрано саме «Звезду» (спочатку «Спартак» запрошував київське «Динамо», але український клуб відмовився через напружені українсько-російські відносини). Керівництво белградського клубу з радістю прийняло запрошення й після матчу заявило: «Дорогі друзі, брати, ми висловлюємо нашу подяку за честь і привілей для „Црвеної Звезди“ бути частиною великого відкриття вашого дому, „Відкриття Арени“. Ваше запрошення та гостинність під час нашого перебування у Москві ще раз підтвердили дружбу між двома клубами, „Спартаком“ і „Црвеною Звездою“, та двома народами, російським і сербським». Фанати взаємно підтримують зовнішню політику своїх країн — на московських трибунах можна зустріти написи «Косово є Сербія», а на белградських — прапори ДНР чи «Новоросії».
Також приязні стосунки існують із друзями «Звезди» — грецьким «Олімпіакосом», разом вони утворюють так звану «православну тріаду». Головними ворогами «червоно-білих» є традиційні суперники клубів тріади на національному рівні: ЦСКА, «Партизан» і ПАОК.

## Відомі футболісти
| - Аджоєв Гурам Захарович - Бесчастних Володимир Євгенович - Бобров Всеволод Михайлович - Ващук Владислав Вікторович - Вишневський Іван Євгенович - Грановський Олександр Анатолійович - Дасаєв Рінат Файзрахманович - Дикань Андрій Олександрович - Дуюн Владислав Миколайович | - Євлентьєв Віктор Васильович - Калиниченко Максим Сергійович - Ковальчук Сергій Сергійович - Стипе Плетикоса - Севідов Юрій Олександрович - Тищенко Микола Іванович - Хусаїнов Галімзян Саліхович - Черенков Федір Федорович - Флорін Шоаве - Бакаєв Зелімхан Джабраїлович |